# شركة أبو ظبي للماء والكهرباء
شركة أبو ظبي للماء والكهرباء هي شركة حكومية مملوكة بالكامل من قبل هيئة مياه وكهرباء أبو ظبي. إن دور الشركة هي ضمان وتأمين إمدادات الماء والكهرباء للمستهلكين بإمارة أبوظبي. تم تأسيس الشركة في 1 يناير 1999 ضمن برنامج إعادة هيكلة قطاع الماء والكهرباء، وذلك وفقا لقانون رقم (2) لسنة 1998 لإمارة أبوظبي.

## أعمال الشركة
تختص الشركة بشراء الماء والكهرباء من الشركات المنتجة وبيعها على شركات التوزيع في إمارة أبوظبي، وهي الجهة الوحيدة المخوله بشراء وبيع الماء والكهرباء في الإمارة. تحقق الشركة أهدافها عن طريق موازنة العرض والطلب على المدى البعيد والقريب، بتوقع الطلب تقوم الشركة باعداد مخطط سنوي للتوسع المستقبلي. تبرم الشركة اتفاقيات طويلة الأجل مع شركات الإنتاج ومن ثم تقوم بابرام اتفاقيات تعرفة البيع والتوريد بالجملة مع شركات التوزيع. إحدى مهام الشركة الأخرى هي شراء وقود (الغاز) لشركات إنتاج الماء والكهرباء.

## وصلات خارجية
الموقع الرئسي لشركة أبوظبي للماء والكهرباء